# DDB (Deutschland)
DDB Deutschland ist eine deutsche Werbeagentur innerhalb der DDB Worldwide Gruppe. Das Unternehmen wurde am 1. Juni 1949 von Ned Doyle, Maxwell Dane und Bill Bernbach in New York City gegründet. Bekannt wurde sie durch Kampagnen wie die „Think-Small“-Werbung für Volkswagen.
DDB ist seit 1961 in Deutschland tätig und unterhält Büros in München, Berlin, Düsseldorf, Hamburg und Frankfurt. Unter dem Dach des zweitgrößten Werbekonzerns der Welt, der Omnicom Group Inc., arbeitet DDB als eine der international führenden Kreativagenturen für die bekanntesten Marken der Welt. In Deutschland betreut die Agentur Kunden wie Volkswagen, Deutsche Telekom, Lufthansa, ERGO Versicherungen, McDonald’s, Volksbanken Raiffeisenbanken. DDB Deutschland bietet seine Dienstleistungen in drei Kernbereichen: 1. Marke und Kampagne, 2. Digital, Plattform, Technik & CRM sowie 3. PR, Influence und Content-Marketing.
DDB gewann diverse nationale und internationale Awards, unter anderem 15 Löwen im Jahr 2016 beim Cannes Lions International Festival of Creativity, etwa für die Social-Kampagne „Check it before it’s removed“ von Pink Ribbon Deutschland mit dem Ziel, das Bewusstsein für Brustkrebs-Früherkennung zu erhöhen. Zudem wurde DDB beim Effektivitätspreis GWA Effie Award 2016 mit Gold für die langjährige Zusammenarbeit mit der Deutschen Telekom ausgezeichnet. 2023 wurde DDB beim Cannes Lions International Festival of Creativity zum Network of the Year ausgezeichnet.